# Carlo Biado
Carlo Biado (* 31. Oktober 1983) ist ein philippinischer Poolbillardspieler. Er wurde 2017 Goldmedaillengewinner bei den World Games und Weltmeister in der Disziplin 9-Ball. In der Disziplin 10-Ball wurde er 2024 Weltmeister.
Am 26. Juli 2025 wurde er erneut Weltmeister im 9-Ball bei den World Pool Championship in Jeddah.

## Karriere
Biado wurde 2004 Profi. Zuvor war er Golf-Caddie. 2009 schied er bei der 10-Ball-Weltmeisterschaft in der Vorrunde aus. Bei der World Series of Pool wurde er 2010 Neunter, zudem wurde er 2010 Fünfter bei der Predator International Championship und bei der Star Billiards Championship. 2011 wurde er Dritter beim Star Billiards Event und Fünfter bei den Philippines Open
Bei der 10-Ball-WM 2011 erreichte Biado seinen bis dahin größten Erfolg. Nachdem er unter anderem Ronato Alcano, Daryl Peach und Dennis Orcollo besiegt hatte, erreichte er das Halbfinale. Dieses verlor er jedoch gegen den späteren Weltmeister Fu Jianbo mit 5:9.
Einen Monat später erreichte er zudem das Achtelfinale der 9-Ball-WM, in dem er dem späteren Weltmeister Yukio Akakariyama nur knapp, mit 9:11, unterlag.
Bei der World Series of Pool belegte Biado 2011 den 17. Platz, ebenso bei der Predator International Championship. Im Oktober 2011 gewann er die BSCP National Championships im 8-Ball und den Overall-Wettbewerb. Im 9-Ball und im 10-Ball wurde er jeweils Zweiter. Beim Manny Pacquiao International im Dezember 2011 kam er auf den 17. Platz.
Im Februar 2012 erreichte Biado erstmals das Achtelfinale der 8-Ball-WM, das er gegen den späteren Weltmeister Chang Jung-Lin verlor. Bei der 9-Ball-Weltmeisterschaft schied er bereits in der Runde der letzten 64 gegen den Japaner Naoyuki Ōi mit 10:11 aus.
Bei den China Open belegte er den 33. Platz, bei den US Open 9-Ball den 49. Platz.
Beim Derby City Classic im Februar 2013 erreichte Biado den sechsten Platz im Bank Pool. Im 9-Ball belegte er den 13. Platz, im One Pocket den 15. Platz.
Bei den China Open schied er im Viertelfinale aus. Im Juni 2013 wurde Biado Vierter bei der Ultimate 10-Ball Championship und beim Southern Classic im 9-Ball.
Bei der West Coast Challenge im One Pocket unterlag er im Finale dem Engländer Darren Appleton.
Zudem gewann er im Juli die Hard Times 10-Ball Open und wurde Dritter bei den US Open One Pocket, Fünfter bei den US Open 10-Ball sowie Zweiter bei den US Open 8-Ball. Das Finale hatte er gegen Shane van Boening verloren.
Bei der 9-Ball-Weltmeisterschaft 2013 erreichte Biado seinen bis dahin größten sportlichen Erfolg. Nach Siegen gegen Ralf Souquet, Shane van Boening und Chris Melling schaffte er es ins Halbfinale, das er jedoch gegen den späteren Weltmeister Thorsten Hohmann mit 4:11 verlor.
Bei den Japan Open 2013 schied er in der Runde der letzten 64 gegen den späteren Turniersieger Ko Pin-yi aus.
Im Dezember wurde er Zweiter im 10-Ball bei den Südostasienspielen. Im Finale verlor er gegen Dennis Orcollo.
Beim Derby City Classic 2014 wurde Carlo Biado Sechster im 9-Ball. Im Februar 2014 wurde er Dritter beim Jay Swanson Memorial Tournament.
Bei der US Bar Box Championship erreichte er den siebten Platz im 8-Ball, den 13. Platz im 10-Ball und den 17. Platz im 9-Ball. Bei der Bigfoot 10-Ball Challenge schied er im Achtelfinale aus.
Bei den China Open 2014 erreichte Biado das Halbfinale, das er jedoch gegen seinen Landsmann Jeffrey Ignacio verlor.
Bei der 9-Ball-Weltmeisterschaft kam Biado erneut ins Viertelfinale und unterlag dort dem Niederländer Niels Feijen, der anschließend Weltmeister wurde.
Im Februar 2015 gelang ihm nach Siegen gegen Nikos Ekonomopoulos, Liu Haitao und David Alcaide der Einzug ins Finale der 10-Ball-WM, das er jedoch mit 9:11 gegen den Taiwaner Ko Pin-yi verlor. Bei den Südostasienspielen 2015 gewann Biado die Bronzemedaille im 9-Ball-Einzel und gemeinsam mit Warren Kiamco Gold im 9-Ball-Doppel. Im September 2015 schied Biado bei der 9-Ball-WM in der Runde der letzten 32 gegen Ko Pin-yi aus. Bei den US Open 2015 belegte er den 13. Platz.
Bei der 9-Ball-WM 2016 erreichte er das Achtelfinale, in dem er dem Taiwaner Ko Ping-chung nur knapp mit 9:11 unterlag. Bei den China Open 2016 schied er ebenfalls in der Runde der letzten 16 aus. Im Oktober 2016 erreichte er das Halbfinale der American Straight Pool Championship und bei den US Open erneut den 13. Platz. Wenig später schied er hingegen bei den Kuwait Open bereits in der Runde der letzten 64 aus. Ende des Jahres gelang ihm bei der All Japan Championship der Einzug ins Viertelfinale.
Im Januar 2017 schied Biado bei der Molinari Players Championship, dem ersten Turnier der neu eingeführten World Pool Series im Achtelfinale aus. Wenig später wurde er bei der Bigfoot 10-Ball-Challenge des Derby City Classic 2017 Dritter. Nachdem er bei der Chinese Pool World Championship im Achtelfinale ausgeschieden war, zog er beim Aramith Masters, dem zweiten WPS-Turnier, ins Endspiel ein, in dem er sich dem Albaner Eklent Kaçi jedoch in zwei Sätzen (4:6, 5:7) geschlagen geben musste. Im Juni 2017 erreichte er das Viertelfinale der China Open. Einen Monat später gelang ihm sein bis dahin größter Erfolg, als er beim 9-Ball-Wettbewerb der World Games in Breslau durch Siege gegen Joshua Filler, Mieszko Fortuński und Naoyuki Ōi ins Finale einzog, in dem er den Schotten Jayson Shaw mit 11:7 besiegte und somit als erster Philippiner die Goldmedaille gewann.
Im August 2017 gewann er bei den Südostasienspielen durch einen 9:5-Finalsieg gegen Dương Quốc Hoàng Gold im 9-Ball-Einzel. Wenig später sicherte er sich bei den Asian Indoor & Martial Arts Games Bronze im 9-Ball-Einzel, nachdem er im Halbfinale gegen den späteren Sieger Chang Jung-Lin verloren hatte. Bei den US Open 2017 wurde Biado Siebzehnter. Beim Finalturnier der World Pool Series schied er in der Vorrunde aus, bei der All Japan Championship in der Runde der letzten 32. Im Dezember 2017 gelang ihm bei der 9-Ball-Weltmeisterschaft zum zweiten Mal der Einzug in ein WM-Finale. Er setzte sich im Endspiel gegen seinen Landsmann Roland Garcia mit 13:5 durch und wurde damit als fünfter Philippiner Weltmeister.
Anfang 2018 gewann Biado die Jogja Open in Jakarta. Bei den China Open 2018 schied er im Sechzehntelfinale gegen Jayson Shaw aus. Im Oktober belegte er bei den US International Open, einem Ersatzturnier für die in diesem Jahr nicht ausgetragenen US Open, ebenfalls den siebzehnten Rang. Wenig später zog er bei den Sparkle City Open in Spartanburg ins Endspiel ein, in dem er gegen Alex Pagulayan verlor. Bei der All Japan Championship 2018 erreichte er das Halbfinale. Im Dezember 2018 gelang ihm bei der 9-Ball-Weltmeisterschaft als drittem Spieler nach Earl Strickland (1991) und Johnny Archer (1998) als Titelverteidiger erneut der Einzug ins Finale. Im Endspiel musste er sich jedoch dem Deutschen Joshua Filler mit 10:13 geschlagen geben.

### Mannschaftskarriere
Mit der philippinischen Nationalmannschaft wurde Biado 2014 Vizeweltmeister.
2015 nahm Biado erstmals am World Cup of Pool teil. Gemeinsam mit Warren Kiamco bildete er das philippinische Team, das in der zweiten Runde gegen die Engländer Mark Gray und Daryl Peach ausschied. 2017 erreichte er gemeinsam mit Johann Chua das Viertelfinale, in dem sie gegen die Chinesen Wu Jiaqing und Dang Jinhu verloren. 2018 kam er – diesmal mit Jeffrey de Luna – ins Viertelfinale, in dem sie sich dem zweiten chinesischen Team (Kong Dejing und Wang Ming) klar (1:9) geschlagen geben mussten.

## Erfolge
Einzel
- Philippinischer 8-Ball-Meister: 2011
- Hard Times 10-Ball Open: 2013
- 10-Ball-Vizeweltmeister: 2015
- World Games: 2017
- 9-Ball-Weltmeister: 2017, 2025
- Südostasienspiele – 9-Ball-Einzel: 2017
- Jogja Open: 2018

Mannschaft
- Vizeweltmeister: 2014
- Südostasienspiele – 9-Ball-Doppel: 2015